# Octave de Béhague
Octave, comte de Béhague, est un collectionneur français né le 26 novembre 1826 à Paris, ville où il est mort le 1er mars 1879 dans le 7e arrondissement.
Il fut l'un des plus grands bibliophiles du XIXe siècle et réunit également une collection de quelque trois mille estampes.

## Biographie
Fils du comte Amédée de Béhague et de la comtesse, née Victoire-Félicie Bailliot, Octave de Béhague épouse le 28 avril 1866 Laure de Haber, fille d'un banquier, le baron Samuel de Haber.
Le couple a trois filles, dont deux survivent :
- Claire (1867-1867) ;
- Berthe (1868-1940), par son mariage marquise Jean de Ganay, dont postérité ;
- Martine (1870-1939), par son mariage comtesse René de Galard de Brassac de Béarn (séparée en 1895, divorcée à Paris en 1920), mécène et collectionneuse, morte sans postérité.

En 1868, à côté de l'hôtel que sa mère se fait construire au 24, avenue Bosquet à Paris, il fait édifier par l'architecte Gabriel-Hippolyte Destailleur un Petit Hôtel dans lequel il fait remonter un important ensemble de boiseries XVIIIe siècle.
En 1893, une partie de l'hôtel est détruite et le reste incorporé dans le grand hôtel construit par Walter-André Destailleur pour sa fille cadette Martine de Béhague.
En subsistent notamment un escalier de bois sculpté et la bibliothèque ovale en boiseries, où le comte de Béhague conservait sa collection, dispersée en 1877.
Il a été membre de la Société des bibliophiles français.
Il est inhumé au cimetière du Père-Lachaise (37e division). 
Sa veuve se remarie en 1883 avec James de Kerjegu mais meurt en 1885 en donnant naissance à Françoise de Kerjégu, future marquise de La Ferronnays.